# Visitors (pel·lícula de 2003)
Visitors és una pel·lícula de terror psicològica australiana de l2003 dirigida per Richard Franklin (la seva darrera pel·lícula), produïda per Jennifer Hadden i protagonitzada per Radha Mitchell, Susannah York i Ray Barrett.

## Premisa
La pel·lícula tracta sobre els sentiments d'una jove que navega sola en un iot arreu del món. La solitud la fa començar a perdre el seny.

## Repartiment
- Radha Mitchell com a Georgia Perry
- Dominic Purcell com a Luke
- Tottie Goldsmith com a Casey
- Susannah York com a Carolyn Perry
- Ray Barrett com a Bill Perry
- Che Timmins com a Kai
- Christopher Kirby com a Rob
- Phil Ceberano com a capità pirata

## Producció
Richard Franklin diu que volia fer un thriller semblant a Patrick.
| « | Tot té lloc en una habitació, bàsicament amb un personatge, i una sèrie d'esdeveniments sobrenaturals o d'un altre món. No necessàriament com Patrick, però en realitat va ser el que li vaig dir a Everett: "Pots donar-me alguna cosa que torni a passar en una habitació?" I va dir, bé, podria ser en un vaixell? I vaig dir, d'acord. | » |

## Taquilla
Visitors va recaptar 34.270 dòlars a la taquilla d'Austràlia.

## Resposta crítica
JR Southall de Starburst va qualificar l'actuació de "genial".